# Новый Русский Сюгаил
Новый Русский Сюгаил — деревня в Можгинском районе Удмуртской республики. 

## География
Находится в юго-западной части Удмуртии на расстоянии приблизительно 4 км на запад по прямой от районного центра города Можга. 

## История
Известна с 1891 года как Сюгоиль нов., русс.; Сюгашка; Чумайка. В 1893 году 32 двора, в 1905 – 31, в 1924 – 52. До 2021 года была административным центром Сюгаильского сельского поселения. 

## Население
Постоянное население составляло: 175 человек (1893), 242 (1905), 253 (1924), 378 в 2002 году (русские 51%, удмурты 45%) , 399 в 2012 .